# Adoretus aeneopiceus
Adoretus aeneopiceus är en skalbaggsart som beskrevs av Leon Fairmaire 1897. Adoretus aeneopiceus ingår i släktet Adoretus och familjen Rutelidae. Inga underarter finns listade i Catalogue of Life.